# Tijesna koža 4
Tijesna koža 4 (srpski: Tesna koža 4) je jugoslavenska komedija iz 1991. godine.

## Radnja
Povodom 35 godina rada u poduzeću Dimitrije Pantić dobiva diplomu i sat, ali se nada i unapređenju. U to vrijeme, njegov direktor Srećko Šojić planira upropastiti poduzeće i pošalje ga na licitaciju gdje ga kupuju Đole i Trpković, a sebi osigura novac. Pantić dobiva otkaz i radi kao privatni detektiv za jednu agenciju. Slučajno na zadatku saznaje Šojićev plan koji mu i priopćava i ucjenjuje ga, ali od unapređenja nije bilo ništa.

## Glavne uloge
- Nikola Simić kao Dimitrije Mita Pantić
- Milan Gutović kao Srećko Šojić
- Ružica Sokić kao Persida Pantić
- Olivera Marković kao Mitina tetka
- Vojislav Brajović kao Đole
- Vlasta Velisavljević kao Trpković

## Vanjske poveznice
- Tijesna koža 4 u internetskoj bazi filmova IMDb-a
- Tijesna koža 4 (www.port.rs)  Arhivirana inačica izvorne stranice od 12. svibnja 2012. (Wayback Machine)